# Saint-Cléophas-de-Brandon
Saint-Cléophas-de-Brandon est une municipalité du Québec (Canada), située dans la municipalité régionale de comté de D'Autray, dans la région administrative de Lanaudière. 

## Toponymie
Elle est nommée en l'honneur de Saint Cléophas, disciple du Christ au bourg d'Emmaüs.

## Histoire
La municipalité de la paroisse de Saint-Cléophas est créée en 1898 à la suite de l'érection canonique de la paroisse du même nom en 1897. La création de la paroisse marque son détachement de la paroisse de Saint-Félix-de-Valois. Un autre Saint-Cléophas existe à l'époque dans la région de la Matapédia. Le bureau de poste local porte donc le nom de Saint-Cléophas-de-Brandon depuis 1897 pour éviter la confusion. En 1997, la municipalité de la paroisse de Saint-Cléophas devient la municipalité de Saint-Cléophas-de-Brandon pour régler le problème d'homonymie. Le spécificatif «Brandon» provient du nom du canton de Brandon, ancienne division du territoire. 

## Géographie
La rivière Berthier coule vers l'est dans l'ouest de la municipalité jusqu'à sa confluence avec la rivière Bayonne qui traverse le nord-ouest de la municipalité vers le sud.

## Démographie
| 1991 | 1996 | 2001 | 2006 | 2011 | 2016 | 2021 |
| ---- | ---- | ---- | ---- | ---- | ---- | ---- |
| 262  | 283  | 285  | 284  | 276  | 227  | 254  |

## Administration
Les élections municipales se font en bloc pour le maire et les six conseillers.
| Saint-Cléophas-de-Brandon Maires depuis 2001                                                                         |                 |         |          |
| Élection | Maire           | Qualité | Résultat |
| 2001 | Denis Gamelin   |         | Voir     |
| 2005 | Denis Gamelin   | Voir    |          |
| 2009 | Denis Gamelin   | Voir    |          |
| 2013 | Denis Gamelin   | Voir    |          |
| 2017 | Denis Gamelin   | Voir    |          |
| 2021 | Audrey Sénéchal |         | Voir     |
| Élection partielle en italique Depuis 2005, les élections sont simultanées dans toutes les municipalités québécoises |                 |         |          |

## Éducation
La Commission scolaire Sir Wilfrid Laurier géré des écoles anglophones:
- École primaire Joliette à Saint-Charles-Borromée[5]
- École secondaire Joliette à Joliette[6]